# Tel Risim
Tel Risim (hebrejsky: תל ריסים, arabsky: Tal al-Muwaje nebo Tal er-Riš) je pahorek a sídelní tel o nadmořské výšce 96 metrů v severním Izraeli.
Leží v severozápadní části zemědělsky využívaného Jizre'elského údolí, cca 13 kilometrů západně od města Nazaret, na jihozápadním okraji města Ramat Jišaj. Má podobu nevýrazného odlesněného návrší, které vystupuje z okolní rovinaté krajiny a je ze západu obtékáno vádím Nachal Bejt Lechem. Pahorek má dlouhou sídelní tradici. Jeho plocha dosahuje 6 dunamů (0,6 hektaru). Archeologické průzkumy v letech 2006-2007 prováděné před započetím bytové výstavby zde objevily stopy starověkého osídlení z doby bronzové a železné a dále sídelní vrstvy z byzantského i středověkého arabského období.